# Metazygia nobas
Metazygia nobas är en spindelart som beskrevs av Levi 1995. Metazygia nobas ingår i släktet Metazygia och familjen hjulspindlar.
Artens utbredningsområde är Ecuador. Inga underarter finns listade i Catalogue of Life.